# 因河畔克赖堡
因河畔克赖堡是德国巴伐利亚州的一个市镇。总面积27.56平方公里，总人口3997人，其中男性2049人，女性1948人（2011年12月31日），人口密度145人/平方公里。